# Galeria Lamelli

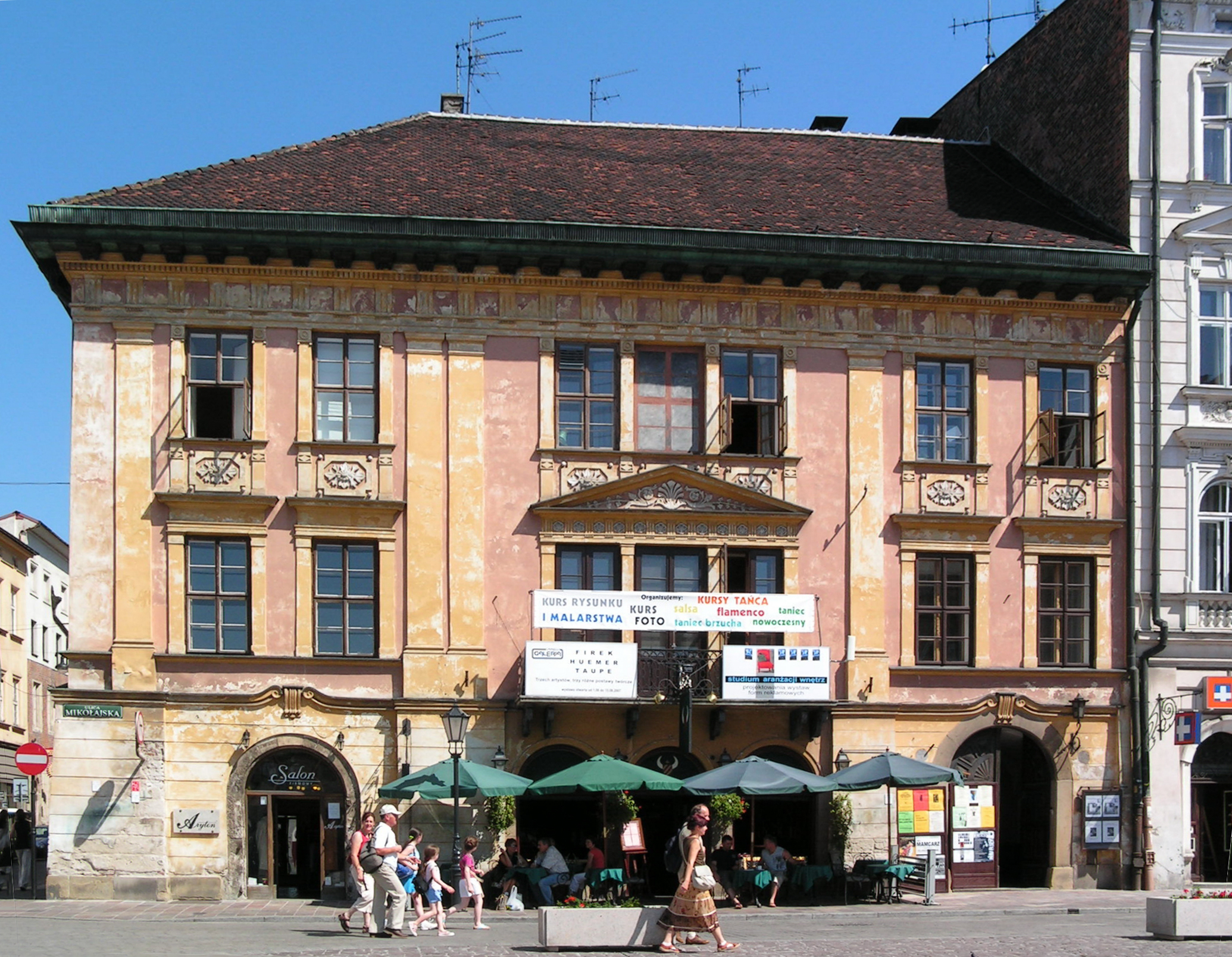
Siedziba Galerii Lamelli

Galeria Lamelli – niekomercyjna przestrzeń wystawiennicza mieszczącą się w zabytkowej Kamienicy Lamellich (siedziba Śródmiejskiego Ośrodka Kultury w Krakowie) przy Małym Rynku (ul. Mikołajska 2, II piętro). Profil galerii jest ukierunkowany na współczesne osiągnięcia sztuki polskiej, promocję najciekawszych zjawisk młodej sztuki i współpracę z debiutującymi artystami, absolwentami i studentami szkół artystycznych. Działalność galerii wzbogacają prezentacje twórców międzynarodowych. Organizowane ekspozycje stają się platformą do dyskusji o aktualnej problematyce artystycznej, społecznej i politycznej. Program wystawienniczy galerii poszerzają cykle spotkań i wykładów prezentujące najciekawsze osiągnięcia polskiej i międzynarodowej sztuki nowoczesnej oraz aktualnej.